# Eva Lacheray
Eva Lacheray, född 11 mars 2000 i Montbéliard, är en fransk fäktare som tävlar i florett.

## Karriär
Lacheray började med fäktning som nioåring. Under 2018 tog hon brons i florett vid junior-VM 2018 i Verona. Lacheray tog även under året dubbla brons både individuellt och i lagtävlingen i florett vid U23-EM 2018 i Jerevan.
Vid U23-EM 2022 i Tallinn tog Lacheray dubbla guld både individuellt och i lagtävlingen i florett. Vid U23-EM 2023 i Budapest tog hon brons individuellt och guld i lagtävlingen i florett.
I juli 2024 blev Lacheray uttagen i Frankrikes lag till olympiska sommarspelen 2024 i Paris. I den individuella tävlingen i florett blev hon utslagen i åttondelsfinalen av italienska Arianna Errigo. Lacheray var även en del av det franska laget som slutade på femte plats i lagtävlingen i florett.
Vid EM 2025 i Genua tog Lacheray guld individuellt i florett samt silver i lagtävlingen i florett tillsammans med Anita Blaze, Pauline Ranvier och Morgane Patru.